# Johan Modig
Johan Modig, född 30 juni 1977, är en svensk orienterare som blev svensk mästare i stafett 1997 och 1998, på långdistans 2005 samt på medeldistans 2006. Han tog EM-brons i stafett 2004, NM-brons i stafett 2007.